# Marelli Holdings
Marelli Holdings Co., Ltd. (マレリホールディングス株式会社?, Marerihōrudingusu kabushikigaisha), nota semplicemente come Marelli (マレリ), è un'azienda multinazionale italo-giapponese con sede a Saitama, che opera nella produzione di componentistica per l'industria automobilistica. Fondata nel 2019, è controllata dalla private equity statunitense Kohlberg Kravis Roberts e raggruppa le attività della giapponese Calsonic Kansei e dell'italiana Magneti Marelli.

## Storia
La CK Holdings Co., Ltd., è stata creata nel 2016 dalla private equity statunitense Kohlberg Kravis Roberts di New York, nell'ambito dell'operazione di acquisto da parte della medesima società di investimenti del 41% detenuto dalla casa automobilistica giapponese Nissan Motor nella Calsonic Kansei, produttrice di componentistica per automobili. Calsonic Kansei passa sotto il totale controllo di CK Holdings nel marzo 2017, con l'acquisizione delle altre quote.
Nell'ottobre 2018, la multinazionale italo-statunitense Fiat Chrysler Automobiles e la CK Holdings, raggiungono un accordo per la cessione della Magneti Marelli, azienda produttrice di componentistica per automobili controllata dalla medesima FCA, sulla base di 6,2 miliardi di dollari. L'accordo tra FCA e CKH viene perfezionato sei mesi più tardi, nel maggio 2019.
A seguito di questa operazione, a ottobre la CK Holding cambia denominazione in Magneti Marelli CK Holdings Co., Ltd., con sede a Saitama, ed in essa confluiscono tutte le attività di Calsonic Kansei e Magneti Marelli. Sette mesi più tardi, ad aprile 2020, viene modificata nuovamente la ragione sociale in Marelli Holdings Co., Ltd..
Nel settembre 2020, Marelli crea una joint-venture con la cinese Highly International, controllata da Shanghai Electric, la Highly Marelli Holdings, con sede ad Hong Kong e partecipata per il 60% dai cinesi e per il restante 40% dai giapponesi, per lo sviluppo di nuove tecnologie per i sistemi di riscaldamento e di raffreddamento, e con l'obiettivo di penetrare nel mercato cinese.

## Informazioni e dati
Marelli Holdings Co., Ltd., azienda multinazionale che opera nel settore dei componenti per l'industria automobilistica, il cui quartier generale si trova a Saitama, progetta, sviluppa e produce sistemi di illuminazione, sistemi di riscaldamento e climatizzazione, propulsori e motori elettrici, dispositivi elettronici e meccanici, sistemi di sospensione e degli ammortizzatori, sistemi termici per motori, destinati alla costruzione delle automobili.
L'azienda conta 24 filiali commerciali in Asia, in Europa e nelle due Americhe, e 170 stabilimenti e centri di ricerca e sviluppo in Europa, Giappone, Sudest asiatico e Stati Uniti, ed il numero complessivo di dipendenti è di circa 50.000 unità. Nel 2019, ha realizzato un fatturato di 1.541 miliardi di yen (13,4 miliardi di euro).
La ex Magneti Marelli è rappresentata dalla filiale continentale del Gruppo, la Marelli Europe S.p.A., fondata nel 2019 e con sede a Corbetta, in provincia di Milano.